# Філіпп Маю
Філіпп Маю (фр. Philippe Mahut, 4 березня 1956, Люнері — 8 лютого 2014, Париж) — французький футболіст польського походження, що грав на позиції захисника.
Виступав, зокрема, за клуби «Мец» та «Париж», а також національну збірну Франції.

## Клубна кар'єра
У дорослому футболі дебютував 1974 року виступами за команду клубу «Фонтенебле», в якій провів два сезони, взявши участь у 49 матчах чемпіонату. 
Протягом 1976—1978 років захищав кольори команди клубу «Труа».
Своєю грою за останню команду привернув увагу представників тренерського штабу клубу «Мец», до складу якого приєднався 1978 року. Відіграв за команду з Меца наступні чотири сезони своєї ігрової кар'єри. Більшість часу, проведеного у складі «Меца», був основним гравцем захисту команди.
Протягом 1982—1984 років захищав кольори команди клубу «Сент-Етьєн».
1984 року уклав контракт з клубом «Париж», у складі якого провів наступні чотири роки своєї кар'єри гравця.  Граючи у складі «Парижа» також здебільшого виходив на поле в основному складі команди.
Протягом 1988—1989 років захищав кольори команди клубу «Кемпер Корнуей».
Завершив професійну ігрову кар'єру у клубі «Гавр», за команду якого виступав протягом 1990—1992 років.
Помер 8 лютого 2014 року на 58-му році життя у місті Париж.

## Виступи за збірну
9 вересня 1981 року дебютував в офіційних матчах у складі національної збірної Франції в матчі кваліфікації на ЧС-1984 зі збірною Бельгії (0:2) . Протягом кар'єри у національній команді, яка тривала 3 роки, провів у її формі 9 матчів.
У складі збірної був учасником чемпіонату світу 1982 року в Іспанії.